# Croton smithianus
Croton smithianus är en törelväxtart som beskrevs av Léon Camille Marius Croizat. Croton smithianus ingår i släktet Croton och familjen törelväxter. Inga underarter finns listade i Catalogue of Life.